# Karijärvi (Kouvola)
Le Karijärvi est un lac situé à Heinola et Kouvola en Finlande,.

## Géographie
Le Karijärvi est un lac qui mesure 10,2 kilomètres de long, 1,2 kilomètre de large et sa superficie est de 2 056 hectares, soit 20,6 kilomètres carrés. 
Il compte 57 îles d'une superficie totale de 103,44 hectares, soit environ 4,8% de la superficie totale du lac.
Quatre d'entre elles  ont une superficie de plus d'un hectare.
Le volume du lac est estimé à 190,44 millions de mètres cubes, soit 0,19044 kilomètre cube, et sa profondeur moyenne est de 9,3 mètres. 
Sa profondeur maximale de 33 mètres est situé dans la partie nord de Rihunselkä. 
La longueur du rivage du lac est de 71,8 kilomètres, et la longueur totale du littoral des îles est de 18,2 kilomètres,.

## Hydrographie
Le lac fait partie du bassin de la Kymi.

## Histoire
Sur la rivage nord-est du lac, on a découvert les peintures rupestres d'Uutelanvuori (fi) et de l'autre côté du lac les peintures rupestres de Patakallio (fi),.